# Arne Orderløkken
Arne Orderløkken (* 7. Februar 1966) ist ein ehemaliger norwegischer Nordischer Kombinierer.
Orderløkken nahm an den Nordischen Junioren-Skiweltmeisterschaften 1986 im US-amerikanischen Lake Placid teil. Dort konnte er im Teamwettbewerb, der am 17. Februar 1986 von der Normalschanze mit einer anschließenden Langlaufdistanz über drei mal zehn Kilometer ausgetragen wurde, gemeinsam mit Trond-Arne Bredesen und Jon Andersen die Goldmedaille gewinnen. Seine ersten Weltcuppunkte gewann er am 3. Januar 1987 in Schonach, als er im Gundersen-Wettkampf von der Normalschanze mit sich daran anschließenden 15 Kilometern Laufdistanz den zehnten Rang erreichte. Am Ende der Saison 1986/87 belegte er den 29. Rang in der Gesamtwertung des Weltcups. Dieses Resultat konnte er in der darauffolgenden Saison 1987/88 mit Platz 24 im Gesamtweltcup übertreffen. Zudem konnte er drei Mal die Silbermedaille bei Wettbewerben im Rahmen der Norwegischen Nordischen Skimeisterschaft gewinnen: 1987 im Einzel sowie 1988 und 1989 jeweils im Teamwettbewerb.
| Saison  | Platz | Punkte |
| ------- | ----- | ------ |
| 1986/87 | 29.   | 10     |
| 1987/88 | 24.   | 12     |